# Tetsuji Murakami
Tetsuji Murakami (村上 哲次; Shizuoka, 31. ožujka 1927. – Pariz 24. siječnja 1987.), japanski karateka, osnivač karatea u Europi. Nosilac je 10. Dana u karateu.

## Životopis
Tetsuji Murakami je rođen 1927. u prefekturi Shizuoka u Japanu. Kad je imao devetnaest godina, počeo je vježbati karate pod nadzorom Masajija Yamagushija, učenika Gichina Funakoshija. Vježbao je deset godina, učivši i druge vještine: kendo, aikido i iaido.
Godine 1957. u Francusku ga je pozvao Henry Plée s Francuske akademije borilačkih vještina. Godine 1959. u Italiju ga je pozvao Vladimir Malatesti. Do 1960. godine, njegova sposobnost i karizma počeli su praviti najbolje karate učenike u Europi. Njegov se utjecaj postupno proširio na Njemačku, Englesku, Jugoslaviju, Alžir, Portugal i Švicarsku. Godine 1968. godine otputovao je natrag u Japan gdje je trenirao sa Shigeru Egami.
Pod utjecajem Egamija, Murakami je poboljšao svoje tehnike, integrirajući tehniku zvanu irimi. Koristeći ono što je promatrao, odlučio je napraviti duboku transformaciju u svojim tehnikama i praksi. U Europu se vratio kao predstavnik škole Shotokai. Među njegovim studentima bili su Louis Carvalho, Patrick Herbert, Antonio Maltoni, Borko Jovanović, Leopoldo Ferreira, Pierre-John Boyer i José Ivo Pinto Mendes.
Tetsuji Murakami je umro u Parizu, 24. siječnja 1987. godine.

## Vanjske poveznice
- Tetsuji Murakami Sensei